# Cratere Imberombera
Imberombera è un cratere sulla superficie di Rea.